# ودمور
ودمور (به انگلیسی: Wedmore) یک روستا و محله مدنی در بریتانیا است که در سژمور واقع شده‌است. ودمور ۳٬۳۱۸ نفر جمعیت دارد.